# Тростянка (Борский район)
Тростянка — посёлок в Борском районе Самарской области России. Входит в состав сельского поселения Подсолнечное.

## География
Посёлок находится в восточной части Самарской области, в степной зоне, на правом берегу реки Тростянки, на расстоянии примерно 24 километров (по прямой) к северо-востоку от села Борского, административного центра района. Абсолютная высота — 112 метров над уровнем моря.
Климат
Климат характеризуется как резко континентальный, с морозной малоснежной зимой и жарким сухим летом. Средняя температура воздуха самого тёплого месяца (июля) — 21 °C; самого холодного (января) — −14 °C. Среднегодовое количество атмосферных осадков составляет 350 мм.
Часовой пояс
Посёлок Тростянка, как и вся Самарская область, находится в часовой зоне МСК+1. Смещение применяемого времени относительно UTC составляет +4:00.

## Население
| 2010 |
| ---- |
| 13   |

Половой состав
По данным Всероссийской переписи населения 2010 года в гендерной структуре населения мужчины составляли 53,8 %, женщины — соответственно 46,2 %.
Национальный состав
Согласно результатам переписи 2002 года, в национальной структуре населения чуваши составляли 57 % из 21 чел., русские — 43 %.